# Mount Ramsay
Mount Ramsay ist ein 475 m hoher Berg auf Laurie Island im Archipel der Südlichen Orkneyinseln. Er ragt am Westufer der Uruguay Cove auf.
Teilnehmer der Scottish National Antarctic Expedition (1902–1904) unter der Leitung von William Speirs Bruce kartierten sie. Bruce benannte sie nach Allan George Ramsay (1878–1903), Chefingenieur auf dem Forschungsschiff Scotia bei dieser Forschungsreise, der am 6. August 1903 an den Folgen einer Herzerkrankung beim Aufenthalt in der Scotia Bay gestorben war und dessen Grab sich am Fuß dieses Bergs befindet.